# Mer agitée à très agitée
 (janvier 2019).
Mer agitée à très agitée est un roman de Sophie Bassignac, publié en  2014.

## Cadre
Bretagne, années 2000, courte mais intense saison d'été dans une petite saison balnéaire (non nommée, imaginaire), principalement dans (et autour d') un faux manoir médiéval (1906-1907), Ker Annette. La maison familiale du médecin Lefloch a été reprise par sa fille, et rentabilisée depuis dix ans en chambres d'hôtes, ce qui permet des rencontres intéressantes, et des situations dérangeantes.

## Personnages

### La famille
- Le père Lefloch, médecin, et musicien, mort depuis dix ans,
- la mère Lefloch, morte depuis bien plus longtemps, avec ses secrets et ses haines.
- Marilyne Lefloch, leur fille unique, ancien top model international, désormais de retour au pays, et maîtresse de maison,
- William Halloway, son compagnon, bostonien, ex-rock star new-yorkaise, ex-héroïnomane, souvent confiné dans son studio à jouer, chanter, et recevoir,
- Georgia, 16 ans, leur fille unique, un peu boudinée, en phase d'adolescence à peu près insupportable, et dont le copain Titouan est en vacances à Barcelone,
- Annick, la femme de ménage (et son mari violent, tard apparu, vite disparu).

### Les clients
- les Verchueren, couple belge, locataires récidivistes,
- Miss Rebecca Merriman, septuagénaire, cousine de Wiliam et bostonienne, vieille fille intelligente, veuve, herboriste, à fils unique envolé,
- deux Japonais imprévus, associés dans une société d'importation au Japon de produits bretons artisanaux de qualité, et artistes,
  - Raito, musicien, chanteur, jeune,
  - Osano, interprète de kabuki, grimé en courtisane mélancolique avec son éventail.

### Les voisins et anciens collègues de collège ou lycée
- Dominique Rival,
  - son fils (unique) Erwan, solitaire, voyeur,
- Reine Personnic, responsable du Syndicat d'Initiative, où Georgia officie comme animatrice pour la première fois cet été,
- Simon Schwartz, policier, ancien amant de Marilyne, fils unique du professeur de mathématiques (et collègue musicien improbable du père Lefloch),
- Pierre Jubé, propriétaire du bar de la plage.

### Les autres
- Étienne Legouic, alias Flag, ancien génie des maths tourné phobique, fan du guitar hero à la Gibson, vivant misérablement, compagnon de poker de William,
- Édouard Herr, antiquaire, propriétaire de la Villa Estereza (bunker ou blockhaus), avec son chat Des Esseintes, amer, solitaire, autre compagnon de poker,
- Évelyne Folenfant, 23 ans, de Laval, retrouvée noyée devant la maison Ker Annette,
- et un blondinet anonyme, dealer égaré.

## Intrigue
Marilyne, trop tranquille, devient le centre d'attraction-répulsion de tout ce monde : elle précipite rencontres, conflits, désirs, fantasmes, dérives, expériences. Elle risque de tout dévaster, et d'abord elle-même : agitée à très agitée. 
Et Georgia s'intègre dans le monde adulte.

## Réception
Les recensions francophones sont restreintes,.

## Éditions
- Jean-Claude Lattès, 2014
- Editions J'ai Lu, 2015